# باول كوبر (لاعب كرة قدم)
باول كوبر (بالإنجليزية: Paul Cooper)‏ (12 يوليو 1957 ببرمنغهام في المملكة المتحدة - ) هو لاعب كرة قدم بريطاني في مركز الدفاع. لعب مع غريمسبي تاون وهدرسفيلد تاون ونونيتون بورو ‏.